# Jean-Pierre Balduyck
Jean-Pierre Balduyck, né le 15 mai 1941 à Tourcoing (Nord), est un homme politique français.

## Biographie
Après avoir travaillé dans l'industrie textile dans sa jeunesse, il devient membre de la Jeunesse ouvrière chrétienne en 1963. Il devient ensuite responsable syndical dans l'entreprise Paul et Jean Tiberghien (PJT) de 1965 à 1982. Il adhère au Parti socialiste unifié de Michel Rocard lors des assises du socialisme, puis en 1974 au Parti socialiste. Élu en 1979 au Conseil général du Nord, il se met en congé de PJT pour se consacrer uniquement à la politique.
En 1989, il est élu maire de la ville de Tourcoing. Il est réélu en 1995 et en 2001. Il a également exercé la fonction de député pendant deux mandats non consécutifs, de 1988 à 1993 puis de 1997 à 2002, ayant été défait par le candidat du RPR, Christian Vanneste, en 1993, lors d'une triangulaire impliquant également le FN avant de prendre sa revanche dans les mêmes conditions en 1997.

## Mandats
- 1979 - 1985 : Membre du Conseil général du Nord (canton de Tourcoing-Nord-Est)
- mars 1983 - mars 1989 : Membre du Conseil municipal de Tourcoing
- 1986 - ? : Membre du conseil régional du Nord-Pas-de-Calais
- 13 juin 1988 - 1er avril 1993 : Député de la 10e circonscription du Nord
- mars 1989 - mars 2008 : Maire de Tourcoing
- 1er juin 1997 - 18 juin 2002 : Député de la 10e circonscription du Nord
- 2002 - 2008 : Vice-président de Lille-Métropole Communauté urbaine, chargé des finances

## Ouvrages
- Mais que fait le maire ?, Editions Gulf Stream, 2006
- Les fils d'un engagement. Parcours d'une vie, L'Encyclopédie du socialisme, 2010
- Les labyrinthes de la République, L'Encyclopédie du socialisme, 2011
- L'Épopée humaine du textile. Plaidoyer pour un Centre historique, édité à compte d'auteur, 2013
- L'Idéalisme en action : Entretiens avec Jean-François Roussel, Les Éditions du Net, 2019